# Kampaň Cornela Westa v prezidentských volbách 2024

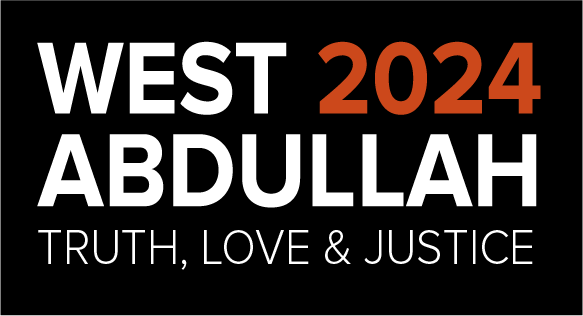
Logo kampaně Westa a Abdullahové

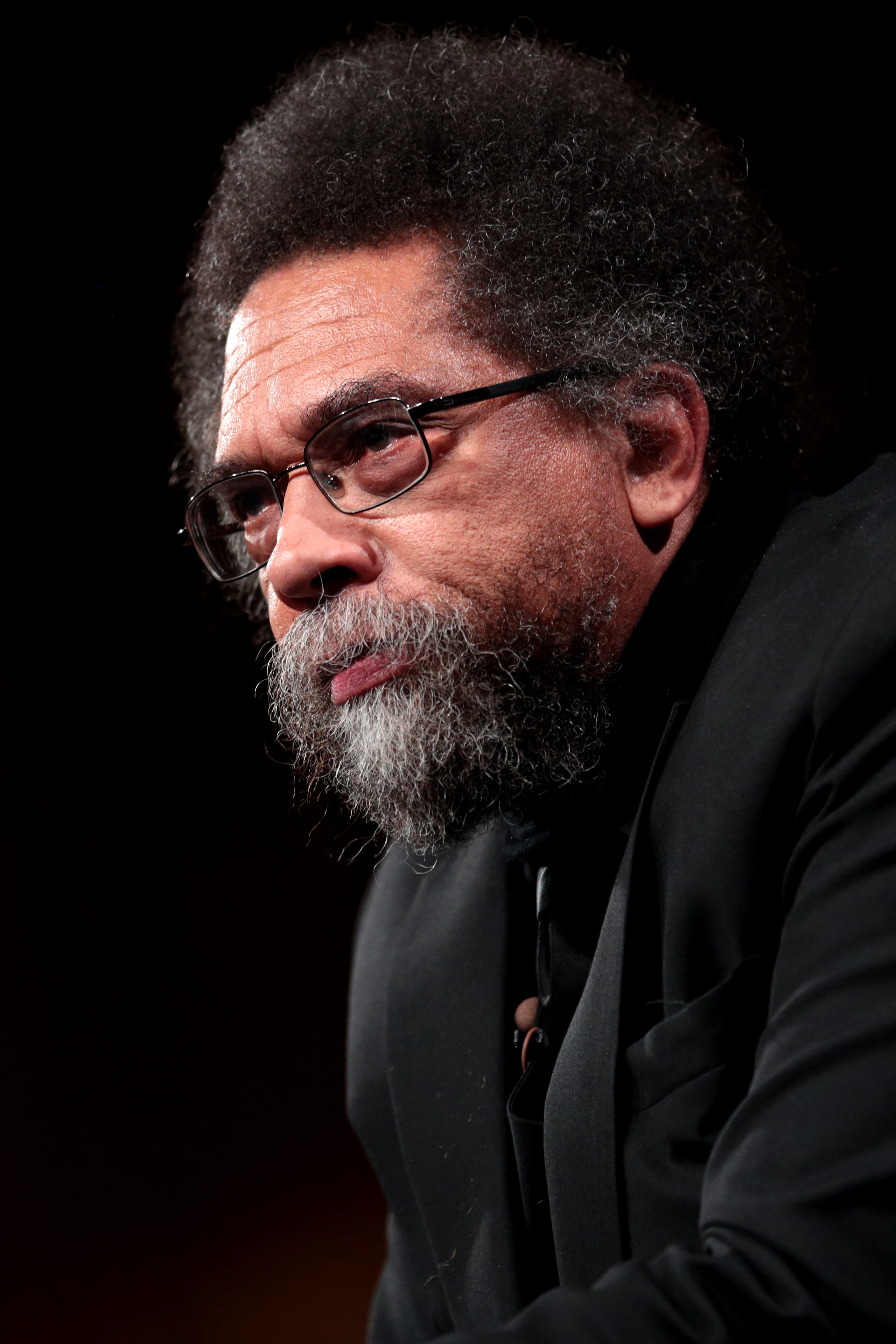

Cornel West, filozof, akademik a politický aktivista, oznámil 5. června 2023 svou kandidaturu v prezidentských volbách v USA v roce 2024 jako kandidát Lidové strany prostřednictvím videa na Twitteru, kde vyzval k „pravdě a spravedlnosti“ a slíbil, že k tomu využije prezidentský úřad. Dne 14. června 2023 West oznámil, že bude usilovat o nominaci také v primárkách Strany zelených. Dne 5. října West oznámil, že místo toho bude usilovat o vedení nezávislé kampaně, a tak se z primárek Strany zelených odhlásil. Jako svou spolukandidátku si vybral aktivistku Melinu Abdullah.
V souladu se svými socialistickými postoji se West ve své kampani soustředí na podporu programu Medicare for All, veřejného bydlení, opatření proti klimatickým změnám a drastické snížení amerického vojenského rozpočtu.
West se ve většině průzkumů pro všeobecné volby pohybuje v průměru v polovině jednociferných čísel, nicméně někteří demokratičtí analytici připouštěli, že by potenciálně mohl ve všeobecných volbách odebrat několik klíčových hlasů Joe Bidenovi. Stejnou věc připouštějí i v případě Kamaly Harris.

## Kampaň

### První oznámení
Dne 5. června 2023 West oznámil, že bude kandidovat na prezidenta v živém vysílání pořadu Rumble, který moderoval komik a konspirační teoretik Russell Brand. Později téhož dne West zveřejnil na Twitteru video, v němž oznámil svou kandidaturu. Ve videu West uvedl:
| „ | Rozhodl jsem se kandidovat za pravdu a spravedlnost, což má podobu kandidatury na prezidenta Spojených států jako kandidát Lidové strany. Vstupuji za hledání pravdy. Vstupuji za hledáním spravedlnosti. A prezidentský úřad je jen jedním z prostředků, jak o tuto pravdu a spravedlnost usilovat... | “ |

Kritizoval obě hlavní politické strany za to, že neříkají „pravdu o Wall Street, o Ukrajině, o Pentagonu, o velkých technologiích.“
Lidová strana jeho kampaň ihned po zahájení podpořila, na Twitteru citovala jeho úvodní video a uvedla, že West „rozbije válečný duopol a zruší chudobu.“ V počátcích byla Westova kampaň silně kritizována levicovými aktivisty a streamery za volbu strany. Zakladatel strany Nick Brana byl obviněn ze sexuálního obtěžování a napadení a strana má přístup k volebním urnám pouze na Floridě a nemá žádné zkušenosti s vedením kampaní. Ben Burgis (sloupkař časopisu Jacobin), Bhaskar Sunkara (zakládající redaktor časopisu Jacobin) a D. D. Guttenplan, (redaktor časopisu The Nation) argumentovali, že by se měl místo toho ucházet o nominaci Demokratické strany, zatímco Jeet Heer (korespondent časopisu The Nation) navrhoval spíše Stranu zelených.

### Kandidatura za Stranu zelených
Dne 14. června 2023 West oznámil, že se bude ucházet o prezidentskou nominaci Strany zelených v roce 2024. O dva dny později podpořila Westovu kampaň Socialistická alternativa, malá socialistická strana s pobočkami v mnoha městech USA, s tím, že má „obrovský potenciál“ změnit politický systém.
Dne 21. června West oficiálně podal u FEC přihlášku ke kandidatuře na prezidenta a později oznámil, že jeho kampaň bude vést Jill Stein, kandidátka Strany zelených na prezidentku v letech 2012 a 2016. Den poté, 22. června, zveřejnila Emerson College průzkum veřejného mínění, podle kterého měl West 5,8% podporu. Dne 6. července byl zveřejněn další průzkum společnosti Echoleon Insights, podle kterého měl West 4% podporu.
Dne 14. července 2023 West ve svém příspěvku na Twitteru uvedl, že NATO vyprovokovalo ruskou invazi na Ukrajinu, později kritizoval Bidena za autorství zákona o zločinnosti z roku 1994, od kterého se Biden veřejně distancoval a uvedl, že přispěl ke zločinům proti lidskosti páchaným na černošských Američanech.
Dne 15. července 2023 podal West federálně povinnou zprávu o shromažďování finančních prostředků za druhé čtvrtletí. Z ní vyplynulo, že za 9 dní od oznámení kampaně vybral 71 398,08 dolarů a utratil 2 784 dolarů.
Dne 11. září 2023 West přibral Petera Daoua jako manažera své kampaně. Daou předtím zastával tuto funkci v kampani demokratické kandidátky Marianne Williamsonové. Dne 27. října Daou Westovu kampaň opustil.

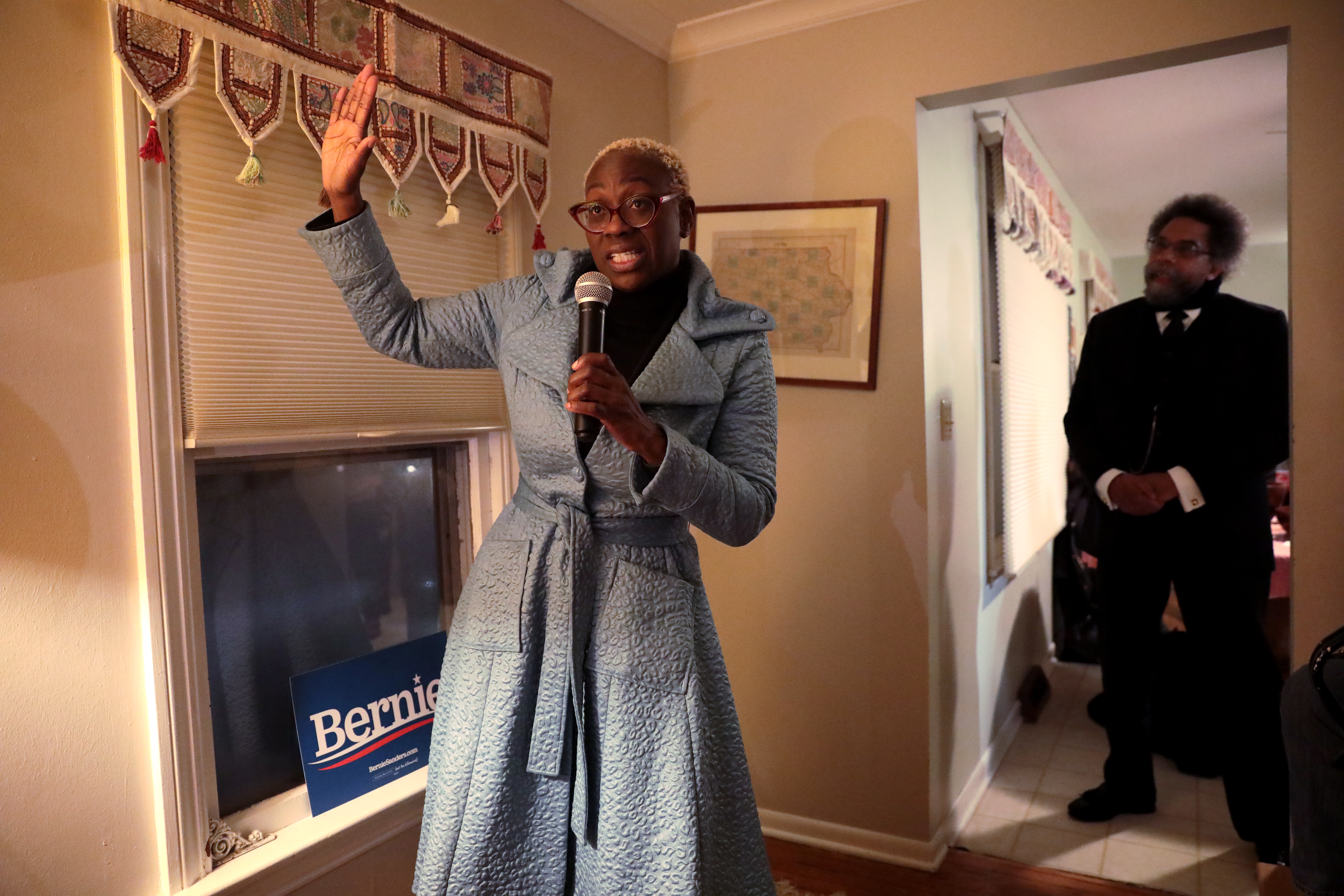
Bývalá senátorka Nina Turner a Cornel West hovoří s příznivci amerického senátora Bernieho Sanderse v Des Moines ve státě Iowa.

### Nezávislý
Dne 5. října 2023 West oznámil, že stahuje svou kandidaturu na nominaci Strany zelených a místo toho bude kandidovat jako nezávislý.
Westova kampaň vydala prohlášení, v němž vysvětlila důvody jeho přechodu a uvedla, že West „věří, že nejlepší způsob, jak se postavit zavedenému systému, je zaměřit se stoprocentně na lidi, nikoliv na složitosti vnitrostranické dynamiky.“

### Založení strany Spravedlnost pro všechny
Dne 31. ledna 2024 West prostřednictvím videa na sociální síti X oznámil, že zakládá novou stranu s názvem „Spravedlnost pro všechny“. West uvedl, že strana začne usilovat o přístup k volbám ve státech, kde je nejjednodušší ho dosáhnout: Florida, Severní Karolína a Washington.

## Politické postoje
West sám sebe označil za „nemarxistického socialistu“ (částečně proto, že nepovažuje marxismus a křesťanství za slučitelné). Dříve působil jako čestný předseda Demokratických socialistů Ameriky, které označil za „první multirasovou socialistickou organizaci dostatečně blízkou mé politice, do níž jsem mohl vstoupit.“ V dokumentárním filmu s tematikou Matrixu The Burly Man Chronicles se také popsal jako „radikální demokrat, podezřívavý vůči všem formám autority.“

## Přístup k volebním lístkům

### Aljaška
V polovině prosince 2023 Westova kampaň oznámila, že se na Aljašce objeví na volebních lístcích prostřednictvím státní strany Aurora. West slíbil, že bude bojovat proti ropnému průmyslu moratoriem na pronájem zdrojů, aby ochránil místa, jako je Arktická národní přírodní rezervace (ANWR), zrušením Bidenem schváleného ropovodu Willow Project a že bude i jinak hájit svrchovaná práva na půdu.

### Kalifornie
V prosinci 2023 úřad kalifornského státního tajemníka oznámil, že West se kvalifikoval do primárních voleb Strany míru a svobody. West byl jedním ze tří kandidátů, kteří se ucházeli o nominaci strany, jež uspořádala nezávazné preferenční primárky na březnové superúterý před výběrem svého kandidáta na sjezdu strany, který se měl konat v srpnu. Prohrál však s Claudií De La Cruz o několik procentních bodů.

### Oregon
Dne 24. ledna 2024 si Progresivní strana Oregonu zajistila přístup k hlasovacím lístkům v Oregonu pro prezidentské volby v roce 2024 a nominovala do oregonských voleb Cornel Westa.

### Colorado
Coloradská frakce Jednotné strany Ameriky (United party of America), která má zajištěn přístup na volební lístky strany, se sešla 13. dubna 2024 a nominovala nezávislého Cornela Westa.

### Michigan
V srpnu 2024 byli Cornel West i jeho spolukandidátka Melina Abdullahová diskvalifikováni a odmítnuti na volebním lístku pro prezidentské volby v Michiganu v roce 2024 kvůli nesprávně notářsky ověřenému formuláři. Stát Michigan dal Westově kampani týden na předložení odpovědi ohledně problémů s notářským ověřením a odpověď neobdrželo, načež ministerstvo Westa diskvalifikovalo.

## Financování
Mezi Westovy dárce patřil i republikánský megadonátor Harlan Crow, který podle některých teorií přispěl na kampaň v naději, že West poškodí Bidenovy volební šance. West Crowův dar vrátil.